# لیلا مسکی
لیلا مسکی (گرجی: ლეილა მესხი؛ زادهٔ ۵ ژانویهٔ ۱۹۶۸) یک تنیس‌باز اهل اتحاد جماهیر شوروی سوسیالیستی است.